# Pertorika
pertorika（ペルトリカ）は、2008年に結成され、2009年より現在の編成で活動スタートした日本のポップスバンド。

## 現メンバー
- 三井 拓郎 - 作詞・作曲/ヴォーカル/アコースティックギター/神奈川県茅ヶ崎市出身・在住
- izumi - キーボード/コーラス/北海道旭川市出身・横浜市在住
- なお - ベース/コーラス/神奈川県横浜市出身・在住
- オショウチータ - ドラム/コーラス/宮城県古川市出身・東京都在住

## 概要
- 2008年3月、三井・izumi・オショウチータにてpertorikaを結成。
- 2009年11月、なおが加入し、現在の編成にて活動開始。
- 2011年3月、のちにShiggy Jr.等を輩出したmona records主催のオーディションにて準グランプリを獲得。
- 2011年8月、ウルトラ・ヴァイヴより1st mini album『esoraoto（エソラオト）』を全国リリース。
- 2011年12月、rockin'on主催のオーディション『RO69JACK 11/12』にて入賞。
- 2012年11月、全国リリースされたrockin'onのコンピレーション・アルバム『JACKMAN RECORDS COMPILATION ALBUM vol.6『RO69JACK 11/12』』に、『RO69JACK 11/12』受賞曲『rust』が収録される。
- 2012年12月、音楽プロデューサーの亀田誠治（元 東京事変）に楽曲『変わらないもの』が認められ、公式HP『WEB亀の恩返し』にて採り上げられる。
- 2013年7月、北海道の夏フェス JOIN ALIVE オーディション『SOUND AIR 2013』にてサウンドエアー賞を受賞。
- 2014年4月、2nd mini album『enterium（エンタリウム）』を全国リリース。
  - 同作はタワーレコード旭川店の発売週邦楽インディーズ・チャートにて1位を記録。
  - また、同作に収録されている『Hello Hello』は、大阪YES-fmにて4月度パワープレイに抜擢。
  - さらに、新譜発売に併せて、初ワンマンライブ（初日公演SOLD OUT）・初インストアライブ・初全国10都道府県ツアーを開催。
- 2014年5月、楽器メーカー『Roland』のアーティスト支援プログラムにおいて特待生バンドに抜擢。
- 2014年6月、FM YOKOHAMA『YOKOHAMA MUSIC AWARD ANNEX』内にて、初となるレギュラーパーソナリティ番組『pertorikaのラジオリカ』が放送（2014年6〜9月までの期間限定）。
- 2014年6月、山口一郎（サカナクション）に楽曲『変わらないもの』が認められ、TOKYO FM『SCHOOL OF LOCK!』内『サカナLOCKS!』にて紹介される。
- 2014年8月、1st 7inch Analog『五月雨の頃／ラストコール（完全限定生産盤）』をリリース。同作はJET SETの売上チャート（総合カテゴリ・J-POPカテゴリ2部門）にて1位を獲得。
- 2014年12月、KOGA RECORDSより1st EP『You're Not Alone EP』を全国リリース。
  - 同作のタイトル曲『You're Not Alone』は、FM YOKOHAMA『YOKOHAMA MUSIC AWARD』2014年12月度エンディングテーマに抜擢。さらにFM NORTH WAVE『SMILE MARCHE』番組チャートにて2週連続1位を記録。

## 来歴
- 2008年
  - 3月 - 自身の楽曲のピアノアレンジをしてくれる人を探していた三井と、音楽パートナーを探していたizumiがSNSで出会い、楽曲のアレンジを開始。
  - 8月 - 三井の専門学校時代の同級生であったオショウチータを迎え『pertorika』を結成。2009年夏まで、スタジオリハーサル・レコーディングなどを行う。

- 2009年
  - 7月 - 自主制作音源『あまやどり』発売。
　エイベックス・マーケティング『muzie』にて紹介される。
  - 11月 - SNSにてなおと出会い、現在の編成にて改めて活動を開始する。
  - 12月 - Inter FM『76 records』にて紹介される。

- 2010年
  - 2月 - 自主制作音源『mini theater』発売。
　J-WAVE『MUSIC HYPER MARKET』にて紹介される。
  - 12月 - HIP LAND MUSIC『Goody!? Artist!』にてマンスリーアーティストに選出。

- 2011年
  - 3月 - 下北沢のカフェ・ライブハウスmona records（店長　行達也）主催のオーディションにて準グランプリを獲得。
  - 7月 - 自主制作音源『くじらの背中』発売。
  - 8月 - ウルトラ・ヴァイヴより1st mini album『esoraoto』全国リリース。
　コンピレーション・アルバム『モナレコードのおいしいおんがく 〜午後のパレード〜』に『old tree』が収録される。
  - 9月 - NHK-FM『インディーズファイル』にて紹介される。
  - 10月 - FM YOKOHAMA『YOKOHAMA MUSIC AWARD』にて紹介される。
  - 11月 - 文化放送『ジャスクリ』にて紹介される。
  - 12月 - rockin'on主催のオーディション『RO69JACK 11/12』にて入賞。

- 2012年
  - 8月 - FM YOKOHAMA『YOKOHAMA MUSIC AWARD』ゲスト出演。
  - 10月 - MUSICA・A-Sketch・SPACE SHOWER TV・HIP LAND MUSIC4社主催のオーディション『MASH A&R』にて楽曲『変わらないもの』が2012年9月度優秀曲に選出。
  - 11月 - rockin'onのコンピレーション・アルバム『JACKMAN RECORDS COMPILATION ALBUM vol.6『RO69JACK 11/12』』に、『rust』が収録される。
  - 12月 - 音楽プロデューサーの亀田誠治（元 東京事変）に楽曲『変わらないもの』が認められ、公式HP『WEB亀の恩返し』にて採り上げられる。

- 2013年
  - 2月 - タワーレコード主催のオーディション『Knockin'on TOWER's Door Vol.3』にてファイナリストに選出。
  - 7月 - 北海道の夏フェス JOIN ALIVE オーディション『SOUND AIR 2013』にてサウンドエアー賞を受賞。
  - 8月 - 『Medical Stone Spa 嵐の湯』TVCMのBGMとして『知らない街』が起用される。
  - 9月 - NHK-FM（横浜）『FMサウンド★クルーズ』ゲスト出演。
  - 10月 - 亀田誠治推薦アーティストの1組として『TOKYO DESIGNERS WEEK 2013 "MUSIC STREET LIVE"』出演。
　 MUSICA・A-Sketch・SPACE SHOWER TV・HIP LAND MUSIC4社主催のオーディション『MASH A&R』にて楽曲『五月雨の頃』が2013年10月度優秀曲に選出。
　 Podcast自主制作番組『Radiorika』配信開始。

- 2014年
  - 2月 - J-WAVE『MUSIC HYPER MARKET』にて紹介される。
  - 3月 - 1st mini album『esoraoto』がタワーレコード旭川店 2014/3/9 週の国内インディーズ・チャートにて4位を記録。
　名古屋ZIP-FM『Find Out』にて紹介される。
　FM北海道AIR'G『SMILE PARTY』にて紹介される。
  - 4月 - 2nd mini album『enterium』全国リリース。
　『enterium』がタワーレコード旭川店 2014/3/30 週の国内インディーズ・チャートにて1位を記録。
　レコ発初ワンマンライブを原宿Strobe Cafeにて開催（SOLD OUT）。
　全国10都道府県を回る初ツアー『"enterium" Release Tour 2014』を開催。
　大阪『YES-fm』にて『Hello Hello』が4月度パワープレイに抜擢。
　FM NORTH WAVE『SMILE MARCHE』にて紹介される。
  - 5月 - 楽器メーカー『Roland』アーティスト支援プログラムにおいて特待生バンドに選出。
　MUSICA・A-Sketch・SPACE SHOWER TV・HIP LAND MUSIC4社主催のオーディション『MASH A&R』にて楽曲『Hello Hello』が2014年4月度優秀曲に選出。
　FM NORTH WAVE『SMILE MARCHE』番組チャートにて『Hello Hello』が2位獲得。
　FM YOKOHAMA『YOKOHAMA MUSIC AWARD』に3夜連続ゲスト出演。
　TOKYO FM『RADIO DRAGON -NEXT-』にて紹介される。
  - 6月 - FM YOKOHAMA『YOKOHAMA MUSIC AWARD ANNEX pertorikaのラジオリカ』毎月第1木曜レギュラーパーソナリティに抜擢（2014年6月〜9月期間限定）。
　山口一郎（サカナクション）に楽曲『変わらないもの』が認められ、TOKYO FM『SCHOOL OF LOCK!』内『サカナLOCKS!』にて紹介される。
  - 7月 - ほたる日和主催コンピレーション・アルバム『東京のうた。』に、『ラストコール』が収録される。
　レコ発ツアーファイナルを渋谷7thFLOORにて開催（SOLD OUT）。
　Inter FM『Young blood』にて紹介される。
  - 8月 - 1st 7inch Analog『五月雨の頃／ラストコール』全国リリース。
　『五月雨の頃／ラストコール』がJETSET リアルタイムチャート総合・J-POPカテゴリの2つにて1位を記録。
　FM NORTH WAVE『SMILE MARCHE』内『SUMAPPORO HOT30』にて『変わらないもの』が1位獲得。
　MUSICA・A-Sketch・SPACE SHOWER TV・HIP LAND MUSIC4社主催のオーディション『MASH A＆R（夏のセミファイナルライブ）』に出演。
  - 10月 - TOKYO FM『RADIO DRAGON -NEXT-』にて紹介される。
  - 11月 - FM YOKOHAMA『YOKOHAMA MUSIC AWARD』にて紹介される。
  - 12月 - 1st EP『You're Not Alone EP』全国リリース。
　『You're Not Alone EP』がFM YOKOHAMA『YOKOHAMA MUSIC AWARD』2014年12月度エンディングテーマに抜擢。
　TOKYO FM『RADIO DRAGON -NEXT-』にて紹介される。
　SPACE SHOWER MUSIC『GUSH!』（MC：芦沢ムネト（フテネコ作家／お笑い芸人）・木村綾子（作家））にて紹介される。

- 2015年
  - 1月 - FM NORTH WAVE『SMILE MARCHE NEW YEAR SPECIAL』『GROOVIN' MODE』にゲスト出演。
　FM NORTH WAVE『SMILE MARCHE』内『SUMAPPORO HOT30』にて『変わらないもの』が2014年間ランキング6位獲得。
  - 2月 - FM NORTH WAVE『SMILE MARCHE』内『SUMAPPORO HOT30』にて『You're Not Alone』が2週連続1位獲得。
  - 8月 - 『DISK GARAGE MUSIC MONSTERS -2015 summer-』に参加。

## 特徴

### 音楽性
重なり合うコード&アレンジ、取替不可能なメロディ。"ギフト"と称されるその歌声と個々の演奏技術が、それをオールインワン・ポップスへと昇華させる。
メンバーの好みの音楽ジャンルがバラバラである。
出身地は異なるが、全員音楽専門学校出身である。

### バンド名の由来
「唯一無二の言葉で、響きの良いものにしたい」とのことから、イタリア語の「per te（ペルテ）」とアイヌ語の「オリカ」を足して「pertorika」とした。

## ディスコグラフィー

### 自主制作CDR（※廃盤）
1. あまやどり (2009年7月23日)
  1. old tree
  2. tsuki no shita
  3. 銀河鉄道と時間
  4. amayadori（instrumental）
2. mini theater (2010年2月24日)
  1. loop
  2. time
  3. mini theater
  4. 路地裏
  5. glass
  6. 君の住む町
  7. children's dream
  8. 23:56
3. くじらの背中 (2011年7月16日)
  1. くじらの背中
  2. tsuki no shita
  3. そっと

### インディーズ

#### ミニアルバム
1. esoraoto（2011年8月17日 / SLMN-1020 / mona records / ウルトラ・ヴァイブ）
  1. film
  2. rust　※『RO69JACK 11/12』入賞曲
  3. time
  4. glass
  5. old tree
  6. 23:56
  7. 知らない街　※『Medical Stone Spa 嵐の湯』TVCM曲
2. enterium（2014年4月2日 / ORKA-001 / orika records / JMS）
  1. Hello Hello
  2. 五月雨の頃
  3. R134
  4. a sleepin' snowtown
  5. トロンプルイユ
  6. 変わらないもの
  7. drawing

- ＜TOWER RECORDS限定 初回生産盤特典CDR＞
  1. 雨のち晴れ

#### アナログ7インチレコード
1. 五月雨の頃／ラストコール（完全限定生産盤）（2014年8月2日 / TANX-60002 / SOUND FINDER / FIRST CALL RECORDINGS）
  1. 五月雨の頃
  2. ラストコール

#### EP
1. You're Not Alone EP（2014年12月3日 / KOCA-83 / orika records / KOGA RECORDS）
  1. You're Not Alone　※FM YOKOHAMA『YOKOHAMA MUSIC AWARD』2014年12月度エンディングテーマ
  2. 午前6時のメリークリスマス
  3. 季節がまた終わる
  4. さよならと桜

- ＜TOWER RECORDS限定 初回生産盤特典CDR＞
  1. loop life

### 参加作品
- モナレコードのおいしいおんがく 〜午後のパレード〜 （2011年7月20日 / SLMN-1021 / mona records / ウルトラ・ヴァイブ）

2. old tree
- JACKMAN RECORDS COMPILATION ALBUM vol.6 『RO69JACK 11/12』 （2012年11月7日 / ROJR-0024 / JACKMAN RECORDS）

13. rust
- 東京のうた。 （2014年7月16日 / ACER-101 / PCI MUSIC / Ace Entertainment）

4. ラストコール

## ミュージックビデオ
| 監督   | 曲名                             |
| izumi  | 「Hello Hello」                  |
| 佐藤敬 | 「You're Not Alone」             |
| 不明   | 「変わらないもの」「五月雨の頃」 |